# Bombylius arenosus
Bombylius arenosus är en tvåvingeart som beskrevs av Paramonov 1940. Bombylius arenosus ingår i släktet Bombylius och familjen svävflugor. Inga underarter finns listade i Catalogue of Life.